# Desperados (film 2020)
Desperados è un film del 2020 diretto da Lauren Palmigiano.

## Trama
Una donna in preda al panico parte con le sue due migliori amiche in Messico per cancellare un'email mandata al suo nuovo ragazzo. Ma non va come previsto.

## Distribuzione
Il film è stato distribuito sulla piattaforma Netflix a partire dal 03 luglio 2020.